# Louis Petit de Bachaumont
Louis Petit de Bachaumont (Paris, 2 de junho de 1690 — Paris, 29 de abril de 1771) foi um escritor francês. Uma biografia moderna destaca suas outras qualidades, como um influente crítico de arte e urbanista.

## Biografia
Petit de Bachaumont era de família nobre e foi criado na corte de Versalhes. Passou toda a sua vida em Paris, e frequentou regularmente o salão literário de madame Doublet de Persan (1677-1771), onde a crítica de arte e a literatura tomavam a forma de fofocas maliciosas.
Uma espécie de registro das notícias na forma de um periódico foi realizado no salão a partir de 1762. Tratava em grande parte dos escândalos locais e continha uma relação de livros censurados. O nome de Bachaumont é comumente associado aos primeiros volumes deste registro, que foi publicado anonimamente, muito tempo depois de sua morte, sob o título Mémoires secrets pour servir à l'histoire de la République des Lettres en France depuis 1762 jusqu'à nos jours, porém, sua participação na autoria desses registros antes de sua morte, em 1771, é uma questão controversa. O registro foi continuado por Pidansat de Mairobert (1707-1779), que pode ter contribuído com ele desde o início, e ainda por outros, até chegar a trinta e seis volumes (que abrangem os anos de 1774 a 1779).
As Mémoires secrets têm algum valor como fonte histórica, especialmente com relação à literatura proibida, e estão cheias de anedotas, algumas das quais foram usadas pelos irmãos Goncourt, que reavivaram o interesse nesta figura obscura.

## Publicações
- Mémoires secrets
- Barnabé Warée, ed. (pref. Jean Gay), Table alphabétique des auteurs et personnages cités dans les Mémoires secrets pour servir à l'histoire de la république des lettres en France rédigés par Bachaumont Paris, Librairie des auteurs, 1866